# Manuel Mier y Terán
Manuel Mier y Terán (Tepexi de Rodríguez, Puebla, 18 de febrero de 1789-Padilla, Tamaulipas; 3 de julio de 1832) fue un militar y político insurgente mexicano. 

## Biografía

### Primeros años
Nació el 18 de febrero de 1789, en la Ciudad de México, capital de la Nueva España. Estudió en el Colegio de Minería.

### Independencia de México
En 1810, se unió a las fuerzas insurgentes de Miguel Hidalgo, y en 1812 a José María Morelos.
En 1814, ya tenía el grado de teniente coronel, con el que poco tiempo después, capturó toda la zona del actual Estado de Puebla. El 27 de julio de 1814, siendo sitiado por las fuerzas realistas de Isidoro Sainz de Alfaro Beaumont en Silacayoápam, en Oaxaca, logró que los realistas levantaran el sitio y dejaran escapar a sus fuerzas. Por esta acción, el Congreso de Chilpancingo lo ascendió a coronel. Mier y Terán siguió sosteniendo combates en los estados de Puebla y Veracruz.
En 1815, siendo Jefe militar de la insurgencia de Tehuacán, encabezó la Junta que intentó disolver el Congreso de Chilpancingo que había proclamado la Independencia de la América Mexicana y que, en ese momento, había fijado su sede en esa localidad poblana. Si bien Mier y Terán, en su Segunda Manifestación, señaló que el amotinamiento fue un movimiento espontáneo que se inició desde la tropa, por la escasez económica provocada por la llegada del Congreso a Tehuacán; éste decidió encabezar el levantamiento para darle dirección al movimiento anárquico, argumentando que la tropa pretendía un derramamiento mayor de sangre. La junta resolvió disolver el Congreso y formar una Comisión Ejecutiva compuesta por tres individuos: Manuel de Mier y Terán, Ignacio Alas y Antonio Cumplido.

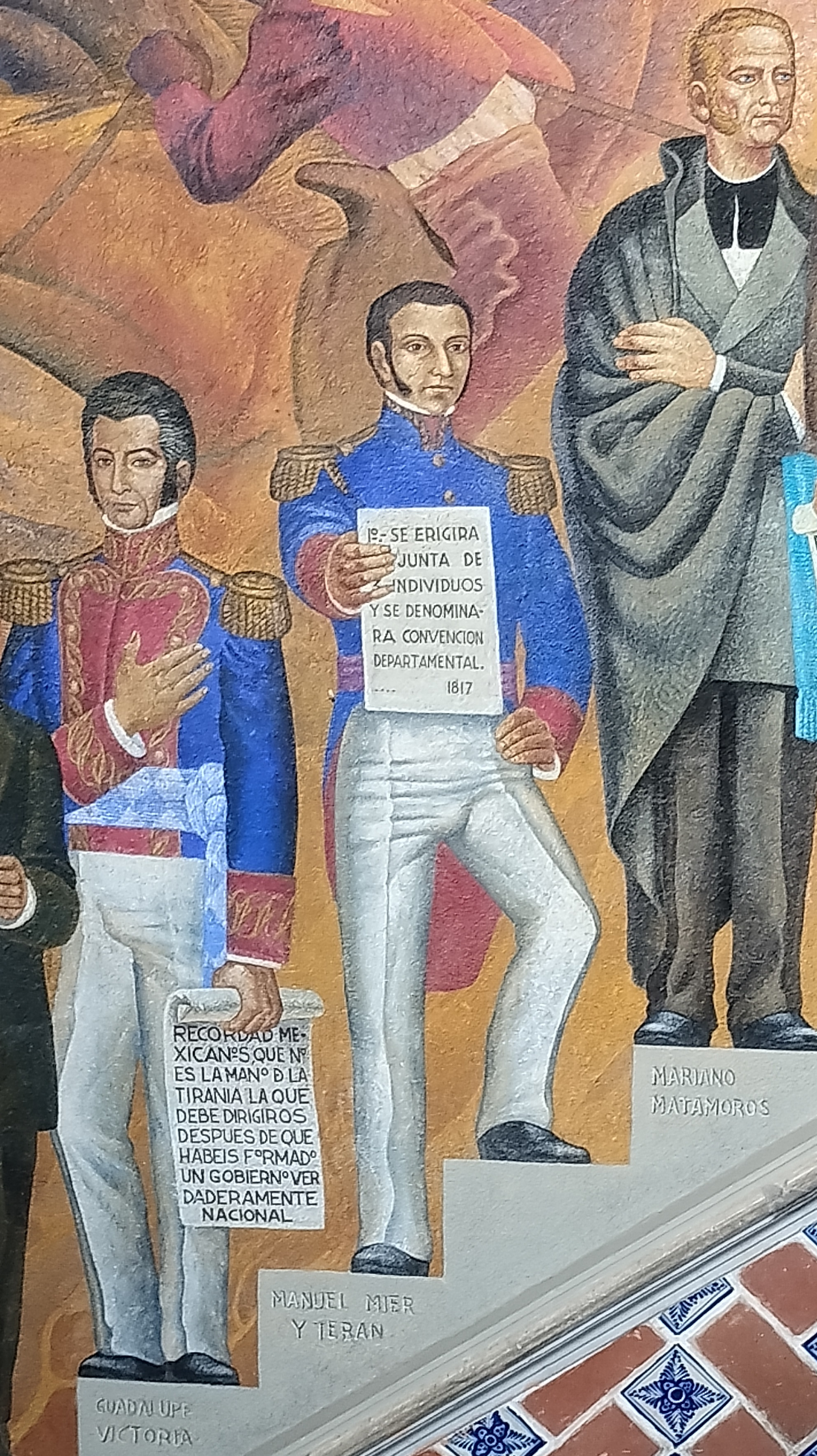
Manuel Mier y Terán en el mural del Palacio municipal de Tehuacán, Puebla.

Disuelto el Congreso, Mier y Terán trató de asumir el mando militar de las fuerzas insurgentes y propuso la formación de una Convención de los tres departamentos insurgentes (Tehuacán, Norte de México y Veracruz). Sin embargo, muchos jefes insurgentes, se opusieron a esta candidatura. Siguió su lucha en Veracruz y Puebla.
En septiembre de 1815, Manuel Mier y Terán derrotó en Acultzingo, al brigadier Miyares y logró envolver al batallón de Navarra. En ese mismo año, derrotó al general realista Melchor Álvarez y a sus 700 soldados del batallón de Saboya y del provincial de Oaxaca, más 100 dragones (caballería); los cuales habían sitiado a su hermano Joaquín Mier y Terán en Teotitlán. El 27 de diciembre de 1815, en la hacienda El Rosario, atacó de forma exitosa el convoy realista comandado por el coronel Lamadrid, que se dirigía a Oaxaca. Posteriormente, marchó en auxilio de la población de Santa Gertrudis, defendida por el insurgente Francisco Miranda, sitiada por el coronel realista Samaniego. Este último, al conocer la proximidad de Mier y Terán, levantó el sitio y se retiró a Huajuapan.
En 1816, realizó una expedición intentando tomar el puerto de Coatzacoalcos para la compra de armas de suma importancia de la causa insurgente. Partió desde su cuartel general de Tehuacán, Puebla, con el plan de cruzar la zona selvática de Oaxaca y Veracruz en plena temporada de lluvias; pasó por Soyaltepec, Tuxtepec, Mixtan, y el día 8 de septiembre, al cruzar el río Tesechoacán en San Miguel Tesechoacan, le hacen frente las fuerzas realistas. Después de varios enfrentamientos con bajas por ambos bandos, decidió regresar con sus tropas a Tehuacán.
Se distinguió en la batalla de Tehuacán, en el mes de enero de 1817, en la que él y sus tropas se enfrentaron contra más de mil soldados realistas, al mando del general Rafael Bracho, quien tenía la orden expresa del Virrey Juan José Ruiz de Apodaca y Eliza de tomar la plaza por su importancia. Mier y Terán estableció la defensa de Tehuacán, pertrechándose él y parte de sus tropas en la Parroquia de San Francisco, mientras otros de sus hombres tomaban los Conventos del Carmen y del Calvario; sin embargo, debió enfrentar la traición de su lugarteniente Cámara, quien entregó a sus 150 hombres de caballería al ejército realista. Pese a su heroica resistencia de 19 días, se vio obligado a rendirse y aceptar el indulto para salvar la vida de sus hombres. 
Pese a su capitulación, rechazó los empleos civiles y militares que le ofreció el Gobierno virreinal, retirándose a la vida privada en Puebla. En el año de 1821, al proclamarse el Plan de Iguala, salió de su retiro y se reincorporó a las fuerzas del general Nicolás Bravo.

## Imperio y República

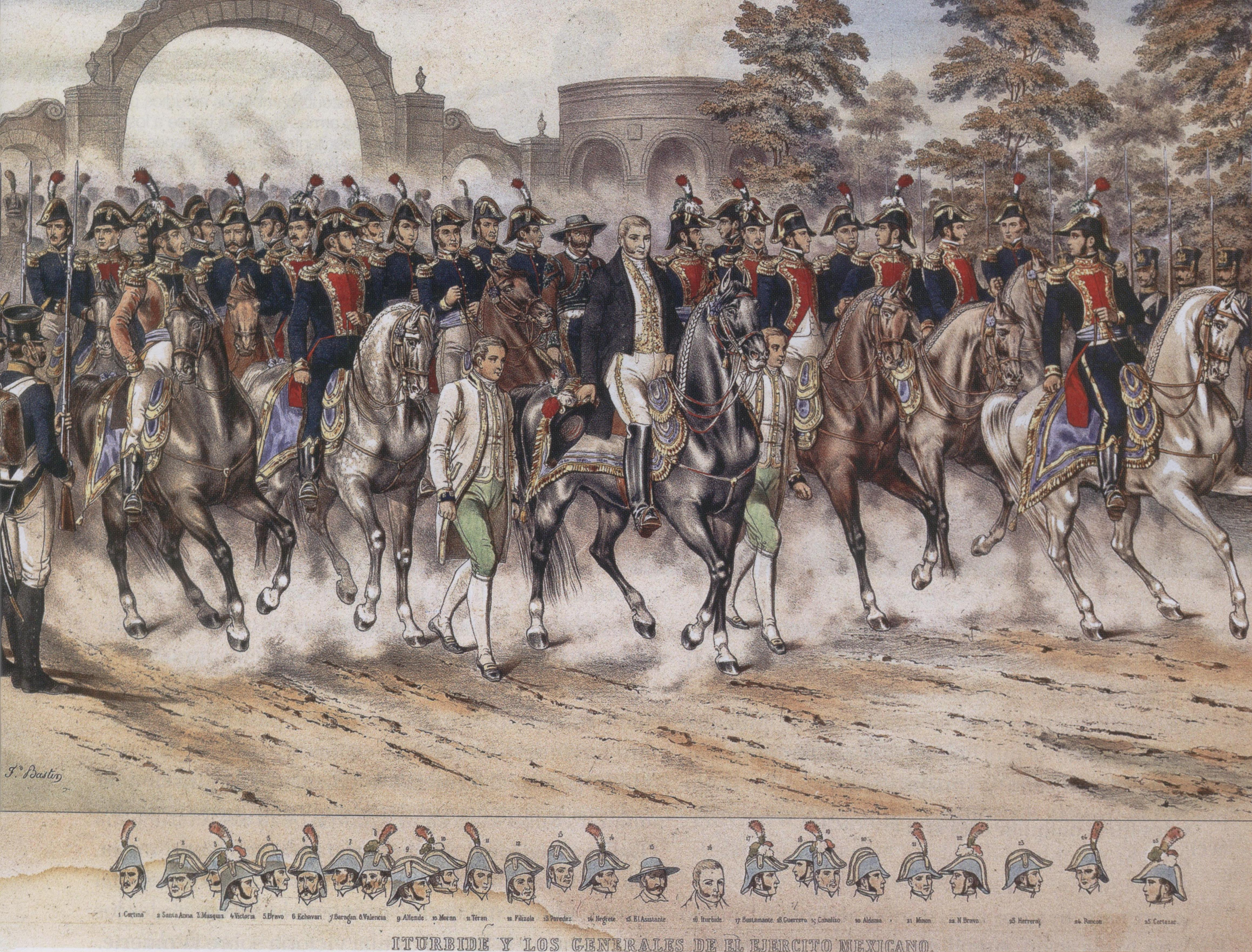
Generales del Ejército Trigarante. Manuel Mier y Terán se encuentra en la décima primera posición (de izquierda-derecha). Al centro de la imagen se encuentra Agustín de Iturbide.

En 1821, se sumó al Plan de Iguala que proclamó la consumación de la independencia de México, poniéndose a las órdenes del antiguo insurgente Nicolás Bravo y siendo general del Ejército Trigarante.
Durante el primer imperio mexicano de Agustín de Iturbide, Mier y Terán fue diputado al Congreso Mexicano por el estado de Chiapas. Fue ministro de Guerra en la presidencia de Guadalupe Victoria, comisionado en la Huasteca para arreglar los pertrechos defensivos en caso de una invasión en los meses de marzo a octubre de 1824 de manera solitaria, y de octubre a diciembre del mismo año en conjunto con el Supremo Poder Ejecutivo y el presidente Guadalupe Victoria. En diciembre, Mier y Terán decide dejar su cargo de ministro por las diferencias que tenía con Guadalupe Victoria, mismas que habían sido originadas desde la toma de Oaxaca (1812). Fue inspector de las defensas del estado de Veracruz, candidato a ministro mexicano en Inglaterra en 1825 y director del Colegio de Artillería de México, mismo cargo que dejó en 1827 para encabezar la Comisión de Límites que delimitaría la frontera entre México y Estados Unidos. Dicha expedición tendría características similares a las de una empresa científica. La Comisión partió el 10 de noviembre de 1827 y se dirigió a Tamaulipas y Texas. En la Comisión estaban el botánico francés Jean-Louis Berlandier, Constantino Tarnava, Rafael Chovell, José Batres, José María Sánchez Tapia, que poco después fue comandante de los estados internos de oriente. Durante los intentos de reconquista de México, frente a la expedición del general español Isidro Barradas, defendió al país haciendo abortar la intentona en la batalla de Pueblo Viejo.

## Intento de reconquista española y la batalla de Tampico

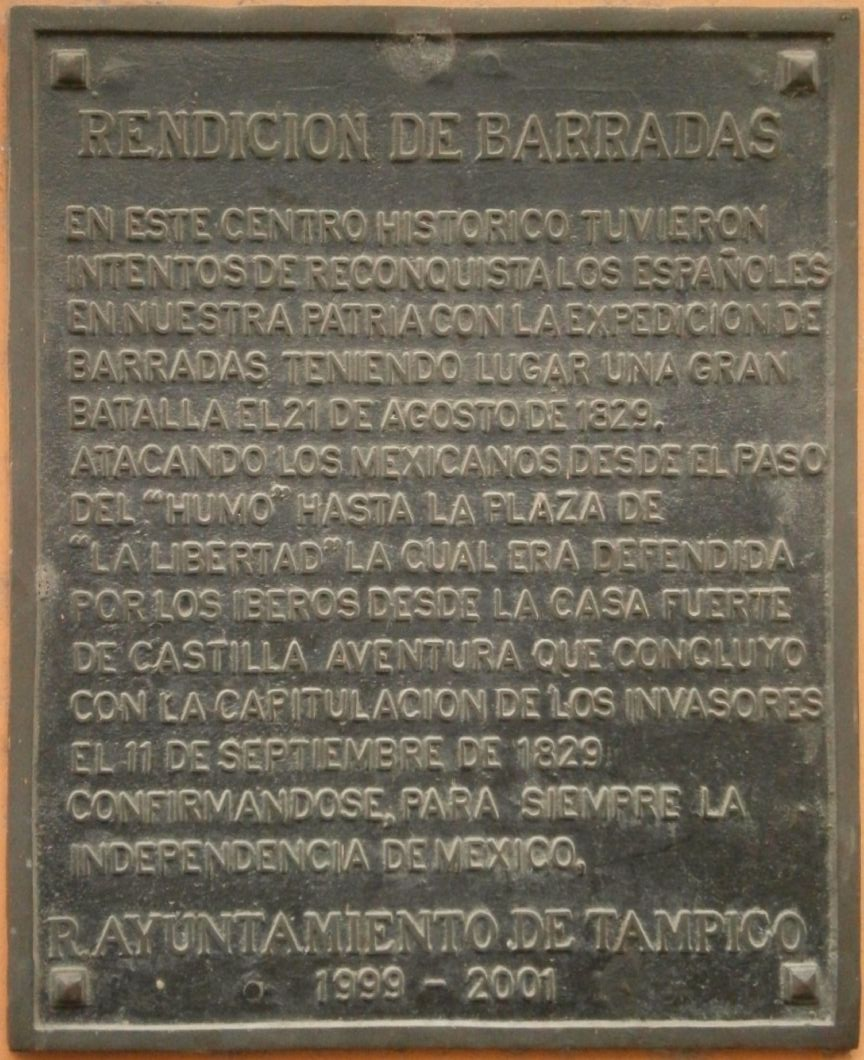
Placa Conmemorativa de la Batalla de Tampico de 1829, en la que resultó vencedor Mier y Terán.

En 1829, Manuel Mier y Terán pudo tomar revancha de su derrota provocada en Tehuacán por el ejército español. El 26 de julio de 1829, cuatro meses después de que Vicente Guerrero asumiera la Presidencia de México, desembarcó en las costas de Tamaulipas una expedición de reconquista comandada por el brigadier español Isidro Barradas. Dicha empresa había sido organizada en Cuba (aún en posesión de España) y constaba de cuatro mil hombres armados, y pertrechos para otros tantos, pues las autoridades españolas creían que en México recibirían de inmediato el apoyo de quienes se oponían a la Independencia.
Los invasores españoles se apoderaron rápidamente de Tampico, Altamira y otros poblados cercanos, por lo que fue necesario enviar un contingente del ejército mexicano, encabezado por los generales Antonio López de Santa Anna y por Manuel Mier y Terán. Las fuerzas del primero llegaron por mar, mientras que las del segundo lo hicieron por tierra. El 9 de septiembre del mismo año, las fuerzas de Barradas fueron derrotadas en el fortín de la Barra. 
El 11 de septiembre de 1829, el brigadier Barradas y las tropas españolas capitulan ante el general Manuel Mier y Terán, en Pueblo Viejo, Tamaulipas, comprometiéndose los invasores a no volver a tomar las armas contra la nación mexicana. El 1° de octubre de ese año, el presidente Guerrero asciende a Mier y Terán al grado de general de brigada por su victoria en Tampico.

## Muerte
El 7 de marzo de 1830, José María Alpuche, presidente de la Cámara de Diputados y reconocido partidario yorkino, es detenido y acusado de conspiración. Había tenido comunicación con el general Mier y Terán, instalado en Tamaulipas, y mediante una carta lo había invitado a organizar un levantamiento contra el gobierno del presidente Anastasio Bustamante. El 9 de julio de 1831, el general Manuel Mier y Terán expresa en una carta al doctor José María Luis Mora su desapego al gobierno de Bustamante, por cuanto pretende fortalecer el poder del clero y del ejército, desconfiando, a la vez, de las autoridades políticas de los estados. En octubre de 1831 empieza a gestarse la efervescencia política con motivo de las elecciones presidenciales de 1832, donde figuran las candidaturas de Santa Anna, Mier y Terán, Nicolás Bravo y Lucas Alamán.
En 1832 comenzó una campaña militar en Tamaulipas, donde no logró apoderarse de la plaza de Tampico. Se cree que fueron sus desilusiones políticas y militares lo que lo motivó a atentar contra su vida. Se suicidó, a los 43 años de edad, el 3 de julio de 1832 con su propia espada y en el curato del templo de San Antonio, en Padilla, Tamaulipas, la misma casa donde durmió sus últimas horas Agustín de Iturbide antes de ser fusilado por las fuerzas de Felipe de la Garza. 
"El 3 de julio de 1832, el general Manuel Mier y Terán visita la tumba de Agustín de Iturbide en el cementerio de Padilla, Tamaulipas. Presa de la melancolía, desenvaina su espada, coloca la empuñadura sobre una superficie firme y con la punta dirigida hacia su cuerpo, se deja caer para quitarse la vida".  Sus restos descansan en la Ciudad de H. Matamoros, Tamaulipas, en la plaza Mariano Matamoros, al pie del monumento dedicado al Gral. Mariano Matamoros.

## Legado
El municipio nuevoleonés de General Terán fue nombrado así en su honor. También el anterior municipio de Terán, Chiapas, hoy agencia municipal de Tuxtla Gutiérrez, desde el año de 1908, lleva su apellido en honor a este general Insurgente.